# Leichtathletik-Länderkampf der Frauen 1959 Sowjetunion – BR Deutschland
| 7. Leichtathletik-Länderkampf mit bundesdeutscher Beteiligung 1959 | 7. Leichtathletik-Länderkampf mit bundesdeutscher Beteiligung 1959 |                     |
| ------------------------------------------------------------------ | ------------------------------------------------------------------ | ------------------- |
|                                                                    |                                                                    |                     |
| Ländervergleich der Frauen: Sowjetunion – BR Deutschland           |                                                                    |                     |
| Austragungsort                                                     | Moskau                                                             |                     |
| Wettbewerbe                                                        | 11                                                                 |                     |
| Datum                                                              | 22./23. August 1959                                                |                     |
| 1. URS 2. FRG                                                      | 82 Punkte 39 Punkte                                                |                     |
| Chronik                                                            |                                                                    |                     |
| ← URS-FRG (M)                                                      | FRG-DNK Geher (M) →                                                | FRG-DNK Geher (M) → |

Im siebten Vergleich des Leichtathletik-Länderkämpfe mit bundesdeutscher Beteiligung 1959 führten die Frauen am 22./23. August in Moskau parallel mit den Männern ihren ebenfalls zweiten Länderkampf gegen die Sowjetunion durch. Die Wertungen der beiden Aufeinandertreffen erfolgten getrennt.

## Wettbewerbe und Modus
Wie in der Begegnung der Männer entsprachen der Modus und die durchgeführten Wettbewerbe denen der ersten Begegnung im Vorjahr. Auf dem Programm standen die bei Frauenländerkämpfen inzwischen üblichen elf Disziplinen. Dabei wurden sämtliche olympische Frauenwettbewerbe der damaligen Zeit ausgetragen und zusätzlich gab es Rennen über 400 und 800 Meter, zwei Disziplinen, die 1960 (800 Meter) bzw. 1964 (400 Meter) olympisch wurden. Gewertet wurde wie bei den Männern in den Einzeldisziplinen nach dem Standardsystem und in der Staffel mit sieben zu vier Punkten.

## Ergebnis
Die sowjetischen Leichtathletinnen entschieden sämtliche Wettbewerbe für sich. In lediglich drei Disziplinen konnten die bundesdeutschen Sportlerinnen mit einem jeweils zweiten Platz verhindern, dass es dazu noch überall Doppelerfolge für die Sowjetunion gab. So blieb die Bundesrepublik Deutschland wie schon im letzten Jahr ohne jede Chance. Die bundesdeutschen Frauen unterlagen klar und deutlich mit 39 zu 82 Punkten.

## Resultate

### 100 m
| Platz | Athletin             | Land | Zeit (s) |
| ----- | -------------------- | ---- | -------- |
| 1     | Galina Popowa        | URS  | 11,8     |
| 2     | Brunhilde Hendrix    | FRG  | 12,1     |
| 3     | Swetlana Wetrowa     | URS  | 12,1     |
| 4     | Marianne Niederquell | FRG  | 12,4     |

Datum: 22. August

### 200 m
| Platz | Athletin          | Land | Zeit (s) |
| ----- | ----------------- | ---- | -------- |
| 1     | Galina Popowa     | URS  | 24,2     |
| 2     | Marija Itkina     | URS  | 24,3     |
| 3     | Brunhilde Hendrix | FRG  | 24,9     |
| 4     | Jutta Heine       | FRG  | 25,0     |

Datum: 23. August

### 400 m
| Platz | Athletin           | Land | Zeit (s) |
| ----- | ------------------ | ---- | -------- |
| 1     | Marija Itkina      | URS  | 54,5     |
| 2     | Jekaterina Parljuk | URS  | 54,8     |
| 3     | Maria Jeibmann     | FRG  | 57,9     |
| 4     | Karin Gloger       | FRG  | 59,1     |

Datum: 22. August

### 800 m
| Platz | Athletin           | Land | Zeit (min) |
| ----- | ------------------ | ---- | ---------- |
| 1     | Dsidra Lweicka     | URS  | 2:07,3     |
| 2     | Ljudmila Schewzowa | URS  | 2:07,4     |
| 3     | Veronika Mitgude   | FRG  | 2:09,2     |
| 4     | Nanny Schlüter     | FRG  | 2:11,0     |

Datum: 23. August

### 80 m Hürden
| Platz | Athletin         | Land | Zeit (s) |
| ----- | ---------------- | ---- | -------- |
| 1     | Irina Press      | URS  | 11,0     |
| 2     | Zenta Kopp       | FRG  | 11,0     |
| 3     | Galina Bystrowa  | URS  | 11,0     |
| 4     | Edeltraud Keller | FRG  | 11,3     |

Datum: 22. August

### 4 × 100 m Staffel
| Platz | Besetzung      | Land                                                                 | Zeit (s) |
| ----- | -------------- | -------------------------------------------------------------------- | -------- |
| 1     | Sowjetunion    | Swetlana Wetrowa Walentina Maslowskaja Nonna Poljakowa Galina Popowa | 45,9     |
| 2     | BR Deutschland | Inge Fuhrmann Jutta Heine Brunhilde Hendrix Marianne Niederquell     | 46,4     |

Datum: 23. August

### Hochsprung
| Platz | Athletin              | Land | Höhe (m) |
| ----- | --------------------- | ---- | -------- |
| 1     | Taissija Tschentschik | URS  | 1,78     |
| 2     | Galina Akimowa        | URS  | 1,66     |
| 3     | Marlene Mathei        | FRG  | 1,63     |
| 4     | Heidi Maasberg        | FRG  | 1,60     |

Datum: 22. August

### Weitsprung
| Platz | Athletin              | Land | Weite (m) |
| ----- | --------------------- | ---- | --------- |
| 1     | Walentina Schaprunowa | URS  | 6,23      |
| 2     | Liesel Jakobi         | FRG  | 6,05      |
| 3     | Zenta Kopp            | FRG  | 6,00      |
| 4     | Tatjana Frolowa       | URS  | 5,92      |

Datum: 23. August

### Kugelstoßen
| Platz | Athletin            | Land | Weite (m) |
| ----- | ------------------- | ---- | --------- |
| 1     | Tamara Press        | URS  | 16,56     |
| 2     | Ljudmilla Schdanowa | URS  | 15,59     |
| 3     | Marianne Werner     | FRG  | 15,21     |
| 4     | Mathilde Hartl      | FRG  | 14,33     |

Datum: 22. August

### Diskuswurf
| Platz | Athletin           | Land | Weite (m) |
| ----- | ------------------ | ---- | --------- |
| 1     | Nina Ponomarjowa   | URS  | 54,15     |
| 2     | Kriemhild Hausmann | FRG  | 49,29     |
| 3     | Tamara Press       | URS  | 49,02     |
| 4     | Johanna Bienert    | FRG  | 47,04     |

Datum: 23. August

### Speerwurf
| Platz | Athletin            | Land | Weite (m) |
| ----- | ------------------- | ---- | --------- |
| 1     | Birutė Kalėdienė    | URS  | 52,52     |
| 2     | Alewtina Schastitko | URS  | 49,52     |
| 3     | Almut Brömmel       | FRG  | 46,78     |
| 4     | Lieselotte Kipp     | FRG  | 45,42     |

Datum: 22. August